# Mechanitis beebei
Mechanitis beebei är en fjärilsart som beskrevs av Forbes 1948. Mechanitis beebei ingår i släktet Mechanitis och familjen praktfjärilar. Inga underarter finns listade i Catalogue of Life.